# En Madrid
En Madrid es el primer álbum en directo del cantante español Loquillo, publicado por la compañía discográfica Dro East West en junio de 2012. El álbum fue grabado en directo en el Teatro Coliseum de Madrid el 20 de febrero de 2012, en el marco de la gira teatral A solas. Producido por Jaime Stinus, el álbum, publicado en formato CD+DVD, incluyó un repertorio con canciones dedicadas a sus poetas favoritos como Jacques Brel, Luis Alberto de Cuenca, Mario Benedetti y Gil de Biedma, algunas incluidas en su anterior trabajo de estudio, Su nombre era el de todas las mujeres. También incluyó versiones de canciones como "El hombre de negro" de Johnny Cash o "Antes de la lluvia", compuesta con Gabriel Sopeña.

## Lista de canciones
| CD  |                                      |          |  |
| N.º | Título                               | Duración |  |
| 1.  | «Balmoral»                           | 3:24     |  |
| 2.  | «Nuestra vecina»                     | 3:42     |  |
| 3.  | «Cuando pienso en los viajes amigos» | 3:13     |  |
| 4.  | «Cuando vivías en la Castellana»     | 4:03     |  |
| 5.  | «La vida que yo veo»                 | 3:11     |  |
| 6.  | «La vida es de los que arriesgan»    | 3:52     |  |
| 7.  | «No volveré a ser joven»             | 3:56     |  |
| 8.  | «Antes de la lluvia»                 | 4:40     |  |
| 9.  | «El año que mataron a Salvador»      | 3:47     |  |
| 10. | «La mala reputación»                 | 2:38     |  |
| 11. | «Los gatos lo sabrán»                | 4:31     |  |
| 12. | «Transgresiones»                     | 2:45     |  |
| 13. | «El hombre de negro»                 | 3:14     |  |
| 14. | «El encuentro»                       | 6:46     |  |
| 15. | «Billy la Roca»                      | 3:45     |  |
| 16. | «Political incorrectness»            | 3:20     |  |
| 17. | «Con elegancia»                      | 5:09     |  |
| 18. | «Vintage»                            | 7:26     |  |